# Benamy Sándor
Benamy Sándor, születési nevén Berger Samu, álnév Ben Ami (Sáp, 1899. május 6. – Budapest, 1989. október 13.) író, újságíró, műfordító.

## Életútja, munkássága
Berger Antal fakereskedő és Fried Eugénia (Jenny) fiaként született. Nagyváradon és a budapesti Keleti Akadémián végezte tanulmányait, ahol gazdag nyelvtudásának alapját vetette meg. Közírói pályafutását a Nagyváradi Naplónál kezdte, majd rövid bukaresti újságíróskodás után a kolozsvári Új Kelet és a Brassói Lapok munkatársa lett. Részt vett a Temesváron megjelenő Erdélyi Színházi Élet szerkesztésében (1930).
Bejárta a Közel-Keletet, és élményeit útleírásokban örökítette meg. Az első közülük Európától Ázsiáig címen (Bécs, 1925; 2. kiadás Budapest, 1937) Henri Barbusse előszavával jelent meg. A művészetről vallott nézeteit a Gaál Gáborral kiadott Erről van szó című „művészeti és emberi figyelmeztető” (Kolozsvár, 1927) összegezte. A budapesti Új Színházban, majd Kolozsvárt is bemutatott Kajüt című szexuál-szociológiai drámája körül 1928-ban irodalmi vita pattant ki. Hat írótársával: Fekete Tivadarral, Győri Illés Istvánnal, Károly Sándorral, Ligeti Ernővel, Nagy Karolával és Szántó Györggyel szerzett "kollektív regény"-e, A földalatti hármak, 1933-ban Tamási Áron előszavával jelent meg, s ugyanebben az évben mutatták be a Kolozsvári Színpártoló Egyesület drámapályázatán I. díjat nyert Vissza a háborúba? c. színművét.
1934-ben Magyarországra költözött, ahol útirajzai, regényei, drámái mellett főként műfordításai tűntek fel. Fordításában jelent meg Mihail Solohov Csendes Don című regénye (1935–36). A második világháborút követő hónapokban átmenetileg újra Kolozsvárt telepedett le; itt adta ki R. Kovnator Lenin anyja című tanulmányának s Ilja Ehrenburg Párizs bukása című regényének fordítását (1945), ez utóbbi az Orosz Könyv Kiadónál jelent meg. Budapestre visszaköltözve hosszabb ideig a Magyar Rádió irodalmi vezetője volt.
Romániai működésének emlékeit A XX. században éltem című önéletrajzában (Budapest, 1966) dolgozta fel, amely számos tárgyi tévedése ellenére is tanulságos korrajza a két világháború közötti romániai magyar szellemi életnek. További munkái: A pakompartos, az agglegény és a kisfiú (regény, Budapest, 1975); Nemi arisztokrata, nemi proletár (kortörténet drámákban, Budapest, 1978). Számos művét feleségével, Ábel Olgával együtt, egyes munkáit Ben Ami névvel jegyezte.

## Művei
- Ben Ami: Történet három ágyról; Kollektiven Menschen, Berlin, 1923
- Párisi futár; Ben Ami; [egyetlen lapszámot megért folyóirat], Párizs, 1924. febr. 10.
- Európától Ázsiáig. Ben Ami útleírásai; bev. Henri Barbusse; Fischer, Wien, 1925
- Ben Ami: Új Palesztina. Sztambultól – Kairóig; Fischer, Wien, 1925
- Ben Ami: Palesztina – Egyiptom. Útmutató (Törökországon, Olaszországon és Görögországon keresztül); Világutazás, Cluj [Kolozsvár], 1926
- Gaál Gábor–Ben Ami [Benamy Sándor]: Erről van szó! Művészeti és emberi figyelmeztető (egyetlen lapszámot megért folyóirat); 1927
- Kajüt. Dráma. Első teljes kiadás; Marton, Bp, 1930
- Benami Sándor [et al.]: A földalatti hármak. Hét erdélyi író kollektív regénye; előszó Tamási Áron; Gyilkos, Kolozsvár, 1933
- Itt voltam... Egy lélek lángolása és elhamvadása. Nagy Karola; előszó Benedek Marcell; sajtó alá rendezte és életrajzi adatokkal ellátta Benamy Sándor; Epocha, Bp., 1934
- Szerelem albérletben. Regény; Epocha, Bp., 1938
- Állampolgár voltam Közép-Európában; Epocha, Bp., 1940
- A modern irodalmi műveltség kézikönyve. Az összes, szereplő írók életrajzával és gondolataikkal az élet minden megnyilvánulásáról; szerk. Ábel Olga, az egyes életrajzokat Benamy Sándor írta; Csokonai, Bp., 1941
- Mielőtt belepi őket a por. Barangolások és találkozások két kontinensen; Csokonai, Bp., 1942
- Válságok évei. Regény; Epocha, Bp., 1942
- Egy szám kiugrik; Epocha, Bp., 1943
- Forduló világ. Egy emberpár élményei Közép-Európában, miközben a "politikai földgömb" jobbra rándul – balra tart. Regényes korrajz; Csokonai, Bp., 1948
- Fehér rabszolgák; Szikra Nyomda, Bp., 1948 (Forintos regény,  25)
- Amerikában éltek...; Művelt Nép, Bp., 1952
- Ábel Olga–Benamy Sándor: Keserű kenyér; Művelt Nép, Bp., 1953
- Kalandozás a nagyvilágban; Táncsics, Bp., 1957 (Útikalandok)
- A gomböntő halála. Októberi epizód; Táncsics, Bp., 1958
- Kis pénzzel nagy utakon; Táncsics, Bp., 1961 (Útikalandok)
- Ábel Olga–Benamy Sándor: Egy kísértet-térkép nyomán; Kossuth, Bp., 1963
- Hetvendolláros utazás. Körbe Európán; Táncsics, Bp., 1965 (Útikalandok)
- A XX. században éltem; Szépirodalmi, Bp., 1966
- A pakompartos, az agglegény és a kisfiú; Szépirodalmi, Bp., 1975
- Nemi arisztokrata, nemi proletár. Századunk változásai (Kortörténet, drámákban); Epocha, Bp., 1978
- VII. Izétől Szent József Attiláig. Szellemi hadállás a Continental-Szálló 424-es szobájában (1934-1944). Emlékirat és korrajz; Epocha, Bp., 1980
- K. L. mérnök naplója. Szerelem, nyomor, halál. Regényes korrajz; Epocha, Bp., 1982
- Állampolgár voltam Közép-Európában (bővített kiadás); Magvető, Bp., 1983, (a Tények és tanúk sorozatban)
- Ne nézz utánam. Egy lélek lángolása és elhamvadása – Nagy Karola (1906-1933) – Akit a magyar Baskircsev Máriának neveztek; Epocha, Bp., 1984
- Egy szállodai szobalány regénye; Epocha, Bp., 1985
- Rémtettek a sex és a téboly világából, 12 képpel; Epocha, Bp., 1986
- Ösztönök erdeje I.: A Szerelem rejtelmei II.: Vetkőzés III.: Ilyen volt a bordély; Epocha, Bp., 1987
- Tünemény suhant át Erdély felett. A Nagy Karola-rejtély; Epocha, Bp., 1988
- Hülyének néznek minket?! Visszaélés a nemzet és a haza fogalmával. Az államokra tagolt világ idejét múlta! Vádirat; Epocha, Bp., 1989
- Történet három ágyról. Egy fehér, egy barna és egy vörös ágy beszélgetései; Epocha, Bp., 1989

## Fordításai
- Upton Sinclair irodalomtörténete; Epocha, Bp., 1938
- Upton Sinclair önéletrajza; Epocha, Bp., 1938
- Agnes Smedley: A vérző Kína; Epocha, Bp., 1938
- Michail Solochow [Mihail Solohov]: A csendes Don; Cserépfalvi, Bp., 1941-1945 (5 db)
- F. M. Dosztojevszkij: Bűn és bűnhődés. Raszkolnyikov; Epocha, Bp., 1942
- Gustave Flaubert: Bovaryné. Regény; Epocha, Bp., 1943
- Maupassant: Egy élet; Gábor Áron, Bp., 1944 (A világirodalom titánjai, 3)
- Ilja Ehrenburg: Párizs bukása. Regény; Az Orosz Könyv, Kolozsvár, 1945
- Kovnator, R.: Lenin anyja; Józsa Béla Athenaeum, Kolozsvár, 1945
- Maurice Thorez: Franciaország a rethondes-i kapituláció után; Az orosz könyv, Kolozsvár, 1945
- M. Solochov [Mihail Solohov]: A gyűlölet iskolája. Két kisregény (Lent délen); Az Orosz Könyv, Kolozsvár, 1946
- Upton Sinclair: Amerikai előörs; Epocha–Csokonai, Bp., 1947
- Upton Sinclair: A szerelem tövises útja; ford. Ábel Olga, Benamy Sándor, a verseket ford. Vidor Miklós, bev. Lutter Tibor; Táncsics, Bp., 1958 (Táncsics könyvtár)